# Alectroenas
Genre
Alectroenas est un genre comprenant 3 espèces existantes de Founingos, oiseaux de la famille des Columbidae.

## Liste des espèces
D'après la classification de référence (version 3.2, 2012) du Congrès ornithologique international (ordre phylogénique) :
- †Alectroenas nitidissimus – Founingo hollandais
- Alectroenas madagascariensis – Founingo bleu
- Alectroenas sganzini – Founingo des Comores
- Alectroenas pulcherrimus – Founingo rougecap

Il existe deux espèces éteintes :
- †Alectroenas nitidissimus – Founingo hollandais

Espèce disparue au XVIIIe siècle, connue par des fossiles :
- †Alectroenas rodericana – Founingo de Rodrigues